# Acacia newmanii
Acacia newmanii é uma espécie de leguminosa do gênero Acacia, pertencente à família Fabaceae.